# Mesinee Mangkalakiri
Mesinee Mangkalakiri (conocida como May Mangkalakiri; Los Alamitos, 21 de abril de 1983) es una deportista estadounidense que compitió en bádminton, en las modalidades de dobles y dobles mixto. Ganó tres medallas en los Juegos Panamericanos, en los años 2003 y 2007.

## Palmarés internacional
| Juegos Panamericanos | Juegos Panamericanos            | Juegos Panamericanos | Juegos Panamericanos |
| Año                  | Lugar                           | Medalla              | Prueba               |
| -------------------- | ------------------------------- | -------------------- | -------------------- |
| 2003                 | Santo Domingo (Rep. Dominicana) | Medalla de bronce    | Dobles mixto         |
| 2007                 | Río de Janeiro (Brasil)         | Medalla de oro       | Dobles               |
| 2007                 | Río de Janeiro (Brasil)         | Medalla de bronce    | Dobles mixto         |